# Изгнание морисков

Изгнание морисков

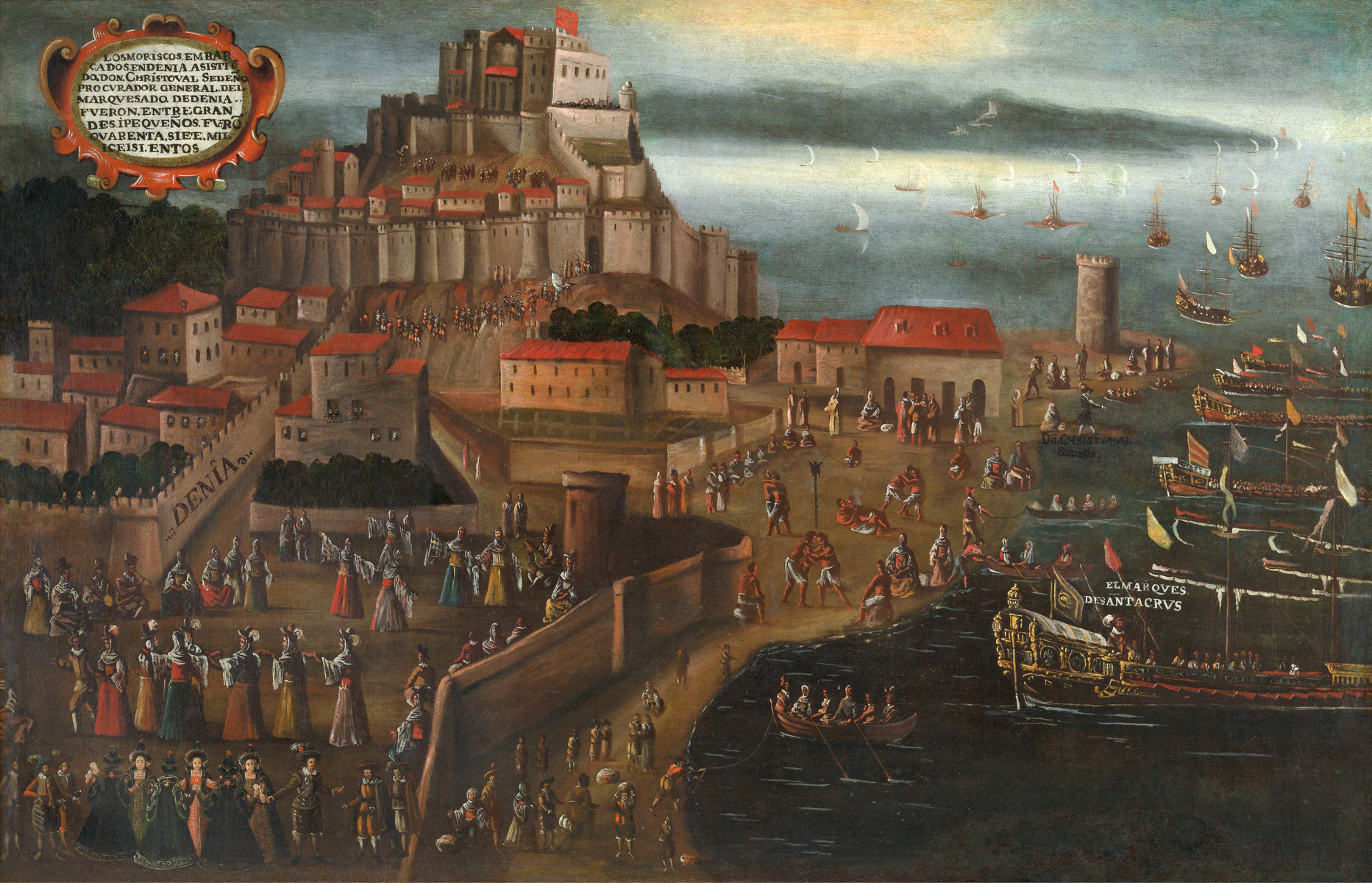
Изгнание морисков в порту Дения, Vincente Mostre.

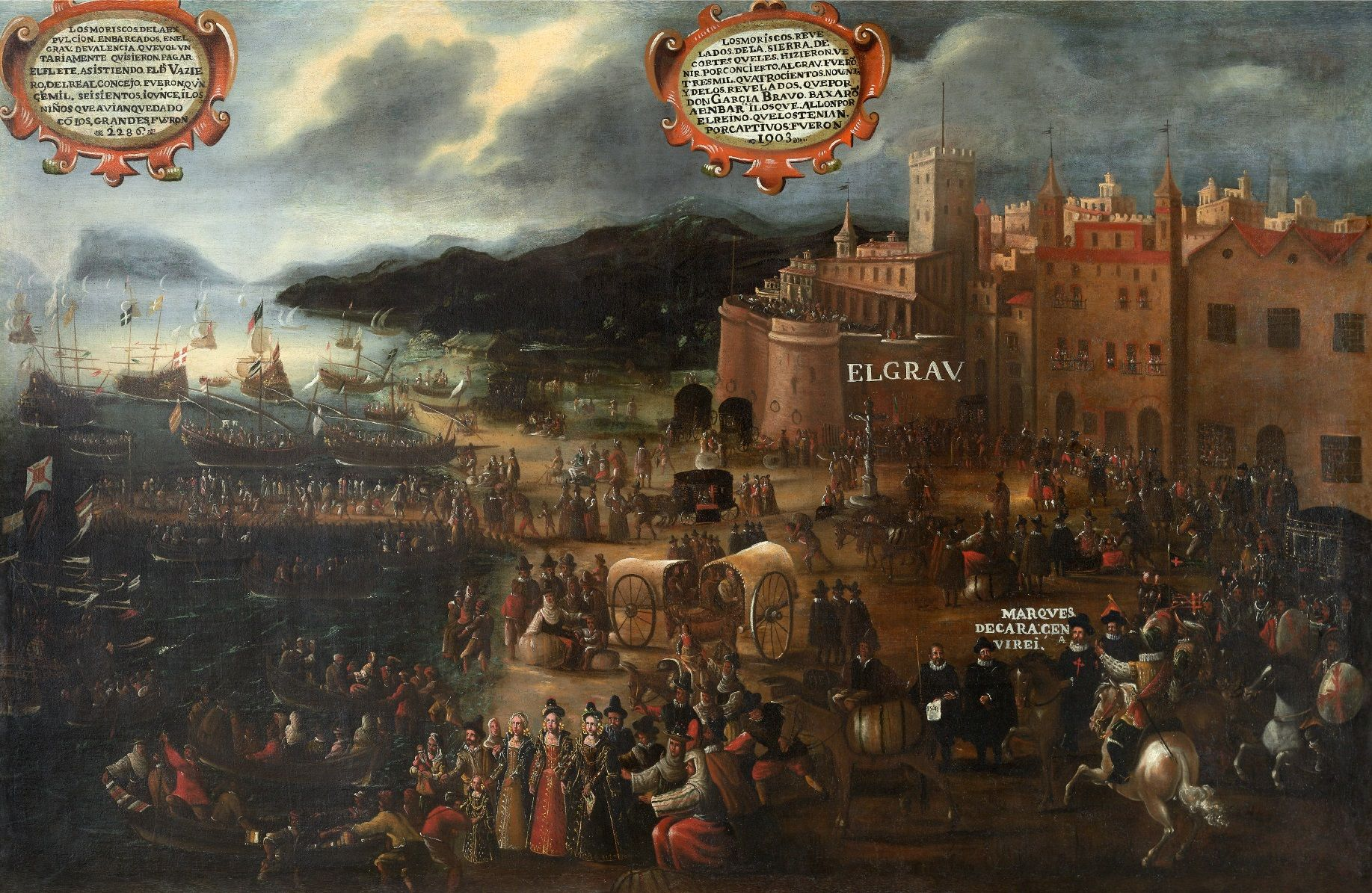
Погрузка на корабль морисков в Валенсии, Pere Oromig.

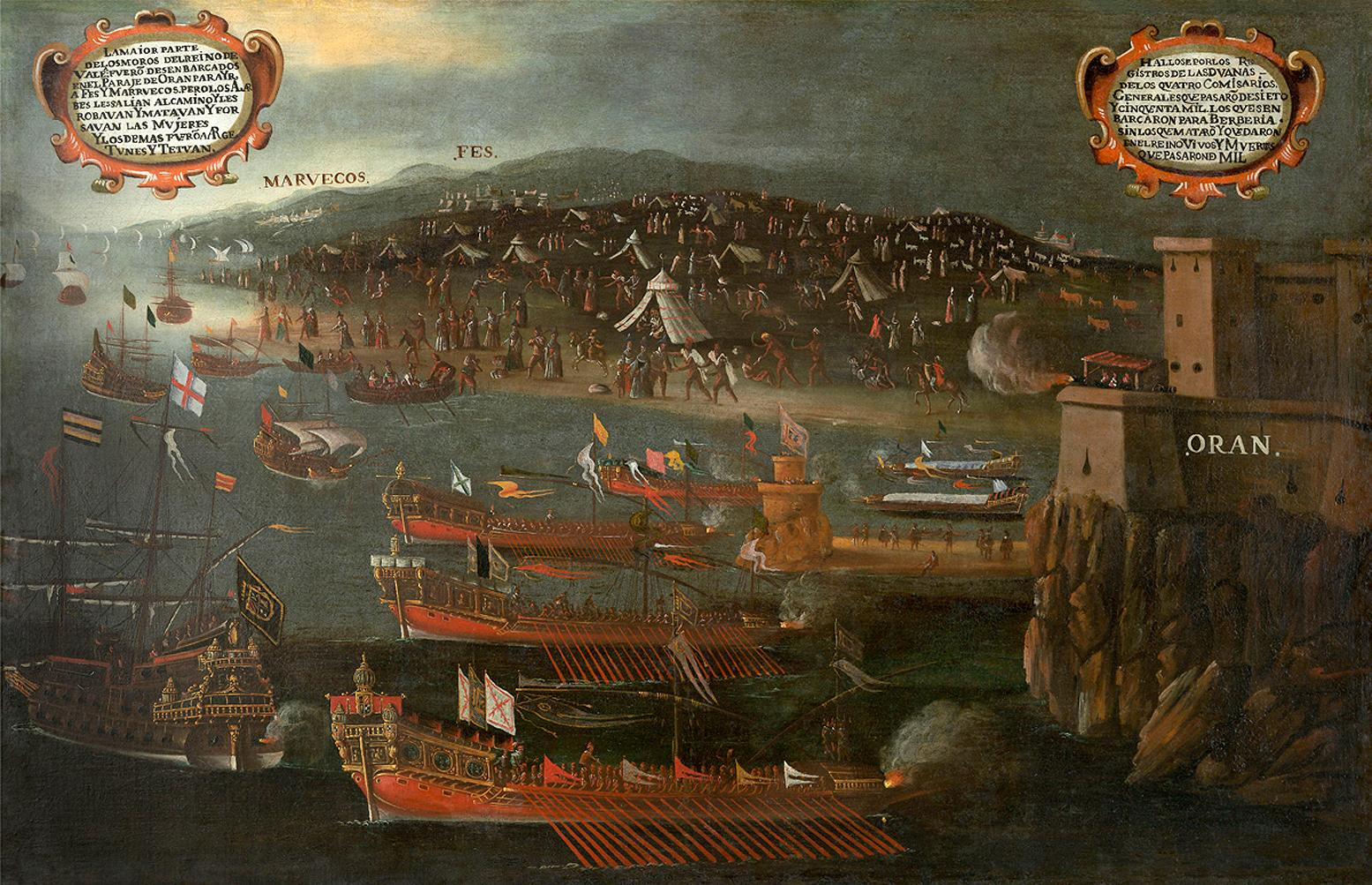
Высадка на берег морисков в порту Орана (1613, Vicent Mestre)

Изгна́ние мори́сков, также Изгна́ние ма́вров, 9 апреля 1609—1614 (исп. Expulsión de los moriscos) — массовая депортация криптомусульман с территории Испании по указу Филиппа III. Мишенью депортации были мориски — бывшие мусульмане, официально принявшие христианство во время окончания Реконкисты. Депортация была для своего времени тщательно организована. О ней сохранились подробные записи в регистрах. Из 319 тыс. учтённых морисков выселению подверглось около 275 тыс. человек (по другим данным 300 тысяч, а до 1650 года из Испании уехало до 440 тысяч человек) или около 4% населения страны.

## Причины
Альпухарское восстание номинально христианских морисков (1568—1571) заставило власти, да и всё христианское население Испании, сомневаться в их гражданской верности, особенно в условиях постоянного нападения турок и мусульманских пиратов на испанский Левант. Филипп издал королевский меморандум 1600 года, согласно которому при определении социального статуса чистота крови (исп. la limpieza de sangre) ставилась выше знатности рода. Остатки мавританского населения теперь стали восприниматься как потенциальная угроза чистоте крови всей нации. Морисков также подозревали в тайном исповедовании ислама и недолюбливали за сохранения приверженности к арабской культуре и языку. Например, в качестве подтверждения тайной приверженности к исламу приводился аргумент о нежелании морисков идти в священники и монахи, которым в католичестве нельзя заводить семьи и иметь детей. В результате количество морисков росло значительно быстрее числа «старых христиан». В отличие от королевских властей, католической церкви и христианских крестьян, христианские феодалы часто выступали против депортации, поскольку она уменьшала количество зависимых крестьян и ставила под удар доходность их поместий.

## Регламент
Морискам разрешалось увозить только движимое имущество. Недвижимость конфисковывал их феодал. Кроме того, на корабле с морисков взимали плату за проезд.
По желанию, в поселениях, где мориски составляли большинство населения, 6 из 100 семей могли остаться для поддержания инфраструктуры. Детей до 4-х лет предлагалось отдавать на воспитание христианам, хотя на практике к этому практически никогда не прибегали. Позднее в Испании было разрешено остаться всем морискам до 16 лет. В целом, не менее 44 тыс. из них удалось так или иначе избежать депортации (в основном в Кастилии).

## Транзит и места предназначения
Не менее 150 тыс. морисков было отправлено в порт г. Марсель (Франция). Большинство изгнанных (70-75 %) рано или поздно осело в странах Магриба, где они вновь приняли ислам. На территории современного Марокко они основали олигархическую республику Бу-Регрег (1627—1641). Некоторая часть морисков, желавших остаться христианами, предпочла переселиться в Прованс (40 000), г. Ливорно (Италия) или в завоёвываемую Америку.
За более чем 100 лет, прошедшие после падения Гранадского эмирата, многие мориски уже успели перебраться в испанские и португальские колонии в Америке или же смешаться с местным населением полуострова, о чём свидетельствуют данные современного генетического анализа испанцев (доля североафриканских генов у них варьирует в пределах 0—18 %). В среднем, в генах 3 % современных испанцев можно обнаружить африканские примеси. Согласно другому исследованию (2008), значительная часть евреев и морисков всё-таки успела раствориться в общеиспанском населении задолго до официальной депортации «чистокровных» евреев и мавров. Так, еврейские гены были обнаружены у 20 % участников выборки, а мавританские — у 11 %.

## Итоги и последствия
По результатам описи 1619 года выселению подверглось около 272 тыс. человек (около 85 % из общего числа), что составляло порядка 4 % населения Испании. Тем не менее, число изгнанных было в 5 раз меньше, чем число умерших от эпидемии чумы, поразившей страну в 1598—1602 годах, поэтому переписчики и чиновники пришли к выводу о том, что в масштабах страны депортация не нанесла большого ущерба. В ряде мест повышенной концентрации морисков их изгнание всё же значительно уменьшило доходность христианских помещиков — в таких округах, как Валенсия, Сарагоса, Таррагона и др. Некоторые департаменты Гранады обезлюдели на долгие годы.

## В художественной литературе
В главе LIV романа «Дон Кихот» (1615) бывший односельчанин Санчо Пансы рассказывает ему о своих злоключениях после выхода указа о депортации. Морискам, состоявшим браке с христианами, первоначально было разрешено остаться, но указом от 19 октября 1613 года были изгнаны и они.